# アンカラーノ
アンカラーノ（イタリア語: Ancarano）は、イタリア共和国アブルッツォ州テーラモ県にある、人口約1,900人の基礎自治体（コムーネ）。

## 地理

### 位置・広がり

#### 隣接コムーネ
隣接するコムーネは以下の通り。括弧内のAPはアスコリ・ピチェーノ県（マルケ州）所属を示す。
- アスコリ・ピチェーノ (AP)
- コッリ・デル・トロント (AP)
- コントログエッラ
- サンテジーディオ・アッラ・ヴィブラータ
- スピネートリ (AP)
- トラーノ・ヌオーヴォ

## 行政

### 分離集落
アンカラーノには、以下の分離集落（フラツィオーネ）がある。
- Casette, Madonna della Carità, Contrada Tronto